# Волгодонский дендрарий

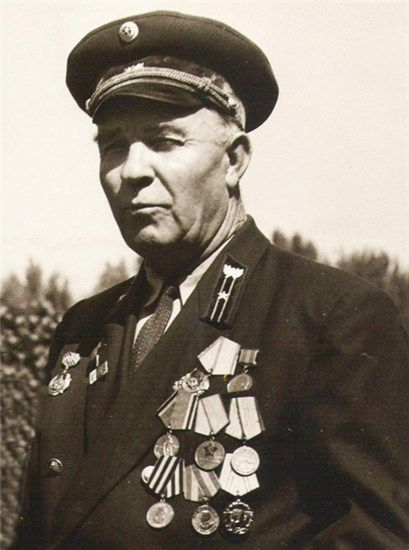
Скребец Емельян Протасович - основатель Волгодонского дендрария, 1966 год.

Волгодонский дендрарий (Романовский дендрарий) — дендропарк на западе Волгодонска, единственный степной дендрарий на Дону. Занимает площадь 11 га, был основан в 1966 году Е. П. Скребцом. В открытом и закрытом грунте произрастают 240 видов и форм представителей средиземноморской, европейско-сибирской, китайско-японской и северо-американской флоры. Дендропарк служит научной базой Южного федерального университета.

## История
В 1966 году власти основанного в 1950 году Волгодонска по инициативе заслуженного лесовода РСФСР, директора Романовского  механизированного лесного хозяйства, Емельяна Протасовича Скребца выделили 11 гектаров западных земель под устройство дендрария. Год за годом высаживались саженцы разнообразных деревьев и кустарников, принадлежащих различным географическим зонам. В середине 1970-х годов дендрарий насчитывал около 240 видов пород.
Создателям дендропарка необходимо было не только вырастить в засушливой степной зоне разнообразные растения, но и акклиматизировать их. Также перед ботаниками была поставлена задача подобрать деревья и кустарники, имеющие эстетически привлекательный и эффектный вид, чтобы впоследствии украсить ими улицы, аллеи, скверы и парки молодого города.
С распадом СССР Волгодонский дендрарий пришёл в упадок. Территория перестала охраняться, многие уникальные деревья были вырублены вандалами, в заповедной зоне устраивались многочисленные пикники, происходило постепенное замусоривание дендропарка. В 2006 году Администрацией Ростовской области было принято  постановление № 418, в котором 70 объектов, включая Волгодонский дендрарий, были объявлены особо охраняемыми природными территориями. Усилиями общественных организаций и городской администрации территория парка была расчищена и благоустроена.
В июле 2016 года в соответствии с новыми нормами и требованиями, предъявляемыми природным памятникам, Волгодонский дендрарий был исключён из перечня природных памятников Ростовской области. Доводы экспертов были следующие: возникла ситуация, при которой подлежавший особой охране объект не нуждается в особой охране на областном уровне — расположен на территории городских лесов; как искусственная экосистема не в полной мере отвечает категории «памятник природы» – это категория «дендрологические парки и ботанические сады», может быть рекомендован к реорганизации в качестве особо-охраняемой природной территории «охраняемый объект местного значения». По информации сотрудника профильного министерства Максима Огарева уже то, что дендропарк относится к категории городских лесов, ставит его под эффективную защиту лесоохранного законодательства, которое еще жёстче регламентирует правила сохранения «зелёного богатства».

## Описание
Работы Волгодонского (Романовского) дендрария помогли акклиматизировать и внедрить в городское зеленое хозяйство много новых видов — устойчивых в засушливой степи и быстрорастущих. В центральной части дендрария заложен розарий, освоено 150 сортов чайно-гибридных роз. Дендрарий стал научной базой Ростовского университета. С 1966 года работники дендрария на общественных началах открыли музей степного лесоразведения, который посетили свыше 150 тысяч человек.
В дендропарке произрастает четыре вида растений, включённых в Красную книгу Ростовской области:  можжевельник казацкий, клён остролистный, орешник обыкновенный, вяз, два вида включены в Красную книгу России: сосна крымская, кизильник блестящий.